# Channel 9 MCOT HD
Channel 9 MCOT HD（チャンネルナイン・エムコット・エイチ・ディー、MCOT HD、タイ語：ช่อง 9 เอ็มคอตเอชดี）は、タイで最初の地上波テレビチャンネルである。Dhewindra Wongwanichが社長を務める、オーソーモートー (MCOT Public Company Limited, MCOT PCL) が運営する。

## 概要
1955年6月24日にチャンネル4 (VHF) で行われた同社の最初の放送はモノクロであった。チャンネル9 (VHF) では1970年以降はカラー放送を始めており、1974年に白黒放送を終了した。
首相府長官および次官がMCOT PCLとテレビ局を統制する。